# Luciano Reynosa Pérez
Luciano Reynosa Pérez est un narcotrafiquant espagnol ayant opéré dans les années 1960. Il fut l'un des principaux et premiers narcotrafiquants de drogues au Mexique.

## Biographie
Il fonde le cartel de Sinaloa avec son frère Pedro Avilés Pérez dans les années 1960 et le dirige jusqu'à sa mort. 
Lorsque ses associés, Pedro Avilés Pérez et Miguel Ángel Félix Gallardo, sont respectivement tués[source insuffisante] et arrêtés, il gère seul l'organisation l'exportant ainsi à l'international. 
Parallèlement, la CIA aurait soutenu les trafiquants de drogue mexicains et les auraient mis en lien avec les cartels colombiens, afin de financer les Contras en guerre contre le régime sandiniste au Nicaragua. Des membres des Contras auraient ainsi été entraînés dans des ranchs du cartel de Sinaloa.
Atteint d'un cancer des poumons depuis plusieurs années, il décède en 2008 laissant sa place à son fils Enrique Reynosa surnommé El Diablo. Actuellement[Quand ?], le cartel de Sinaloa est l'un des sept plus grand cartels de la drogue au Mexique, et probablement le plus puissant au monde en conséquence de son rapprochement avec le cartel du Golfe, la Familia et le MS-13.